# 哈辛托·冈萨雷斯
哈辛托·冈萨雷斯·佩拉尔塔（西班牙語：Jacinto González Peralta，1941年8月11日—），古巴男子篮球运动员。他曾代表古巴国家队参加1968年夏季奥林匹克运动会篮球比赛，获得第十一名。